# Pavel Rostovtsev
Pavel Aleksandrovitsj Rostovtsev (ryska: Павел Александрович Ростовџев), född den 21 september 1971 i Gus-Chrustalnyj), är en rysk före detta skidskytt som tävlade mellan 1985 och 2006.
Rostovtsev har totalt vunnit sju tävlingar i världscupen och som bäst slutade han tvåa i den total världscupen säsongen 2001/2002.
Rostovtsev deltog i två olympiska spel och som bäst individuellt slutade han femma i jaktstarten vid OS 2002. Rostovtsev var med i det ryska stafettlag som slutade tvåa vid OS 2006 slagna av Tyskland med 21 sekunder.
Rostovtsev har i VM-sammanhang varit med vid varje mästerskap mellan 1997 och 2005. Totalt blev det nio medaljer. Världsmästerskapen i skidskytte 2000 i Oslo blev en stor framgång för Rostovtsev med tre silver och vid Världsmästerskapen i skidskytte 2001 vann Rostovtsev två guld.